# Vombatus
Vombatus és un gènere de marsupials diprotodonts de la família dels uombats (Vombatidae) que conté un sol representant vivent, el uombat comú, i dos d'extints. Tant els uns com els altres són, o eren, endèmics d'Austràlia. El seu registre fòssil es remunta al Pliocè inferior, fa 5,33 milions d'anys. Tenen un quocient d'encefalització una mica superior a 0,6. Juntament amb el coala i els sirenis, són els únics mamífers dotats de glàndules que secreten mucositats àcides (en comptes d'alcalines) al duodè, la primera part de l'intestí prim.